# Hina-Lau-Limu-Kala
Hina-Lau-Limu-Kala är havets gudinna inom hawaiiansk mytologi. Hon beskrivs som den vackraste av alla gudinnor. Hon lever på havets botten och är kahunas, medicinmännens, beskyddare.   